# Elecciones parlamentarias de Chile de 2025
Las elecciones parlamentarias de Chile para el período 2026-2030 se realizarán el domingo 16 de noviembre de 2025, en conjunto con la elección presidencial.

## Antecedentes
En estas elecciones se renovará por completo la Cámara de Diputadas y Diputados, y se elegirán 23 senadores correspondientes a las circunscripciones I, II, IV, VI, IX, XI y XIV.
En caso de que algún partido o coalición hubiera decidido realizar primarias parlamentarias, éstas habrían tenido lugar el vigésimo domingo anterior a la elección —lo que corresponde al 29 de junio— en conjunto con las primarias presidenciales. Una vez cumplido el plazo para inscribir candidaturas a las elecciones primarias, el Servicio Electoral (Servel) comunicó que solo se registró un pacto electoral (Unidad por Chile) para las primarias presidenciales, y ninguno para las parlamentarias, por lo que estas últimas no se realizaron.

## Listas y partidos
El primer pacto para las elecciones parlamentarias fue inscrito ante el Servel el 8 de agosto de 2025 entre el Partido Republicano, el Partido Social Cristiano y el Partido Nacional Libertario bajo una lista denominada como «Cambio por Chile». El 13 de agosto fue formalizado el pacto «Izquierda Ecologista Popular Animalista y Humanista», compuesto por los partidos Humanista e Igualdad. El 15 de agosto Chile Vamos, la coalición que agrupaba a los partidos Renovación Nacional, Unión Demócrata Independiente y Evolución Política, anunció un acuerdo para inscribir una lista en conjunto con Demócratas, llamada «Chile Grande y Unido», mientras que el 16 de agosto los partidos Demócrata Cristiano, Comunista, Socialista, Radical, Por la Democracia, Liberal y Frente Amplio firmaron el pacto «Unidad por Chile», mientras que la Federación Regionalista Verde Social y Acción Humanista inscribieron el pacto «Verdes, Regionalistas y Humanistas».

### Pactos inscritos
| Pacto                                               | Partido                              |
| --------------------------------------------------- | ------------------------------------ |
| Cambio por Chile                                    | Partido Republicano                  |
| Cambio por Chile                                    | Partido Social Cristiano             |
| Cambio por Chile                                    | Partido Nacional Libertario          |
| Izquierda Ecologista Popular Animalista y Humanista | Partido Humanista                    |
| Izquierda Ecologista Popular Animalista y Humanista | Partido Igualdad                     |
| Unidad por Chile                                    | Partido Socialista                   |
| Unidad por Chile                                    | Partido por la Democracia            |
| Unidad por Chile                                    | Partido Demócrata Cristiano          |
| Unidad por Chile                                    | Frente Amplio                        |
| Unidad por Chile                                    | Partido Radical                      |
| Unidad por Chile                                    | Partido Liberal                      |
| Unidad por Chile                                    | Partido Comunista                    |
| Chile Grande y Unido                                | Renovación Nacional                  |
| Chile Grande y Unido                                | Unión Demócrata Independiente        |
| Chile Grande y Unido                                | Evolución Política                   |
| Chile Grande y Unido                                | Demócratas                           |
| Verdes Regionalistas y Humanistas                   | Federación Regionalista Verde Social |
| Verdes Regionalistas y Humanistas                   | Acción Humanista                     |